# ジョルト・エニェディ
ジョルト・エニェディ（Zsolt Enyedi、1967年7月14日 - ）は、ハンガリーの社会学者、政治学者。

## 来歴
ルーマニア、デジで生まれる。1992 年にアムステルダム大学で比較社会科学の修士号を取得。1993年にエトヴェシュ・ロラーンド大学で歴史と社会学の学位を取得。1994年に中央ヨーロッパ大学で政治学の修士号を取得し、1998年に博士号を取得した。
1993年から1996年まで、ハンガリー科学アカデミー政治科学研究所、1995年から1998年まで、中央ヨーロッパ大学の政治学部で助手を務めた。1998年から同大学で教鞭をとる。1994年から1995年までライデン大学、2000年にウイルソン・センター、2000年から2001年までオランダ高等研究所、2002年から2003年までノートルダム大学教授。
2000年エルデイ・フェレンツ賞、2003年ルドルフ・ヴィルデンマン賞、ビボ・イシュトバーン賞、2020年アカデミー賞受賞。